# حکیم اوغلو (مجموعه تلویزیونی)
حکیم اوغلو (به ترکی استانبولی: Hekimoğlu) یک ترکیه‌ای در ژانر کمدی-درام و پزشکی  به کارگردانی امره آیبک است. نخستین قسمت این مجموعه ۱۷ دسامبر ۲۰۱۹ از شبکهٔ کانال د ترکیه پخش شد. این سریال از روی سریال امریکایی دکتر هاوس ساخته شده است. دوبلهٔ فارسی روی سرویس تماشای فیلم و سریال نماوا و فیلیمو در دسترس قرار گرفت. این سریال توسط شبکه ماهواره ای فارسی زبان جم روبیکس دوبله و پخش شد.

## بازیگران
- تیموچین اسن در نقش آتش حکیم اوغلو
- اوکان یالابیک در نقش اورهان یاووز
- ابرو اوزکان در نقش ایپک تکین
- کان ییلدیریم در نقش مهمت علی کاگلار
- آیتک ساسماز در نقش امره آکار
- داملا جولبای در نقش زینب جان

## انتشار
| فصل | قسمت‌ها | قسمت‌ها | تاریخ اصلی روی آنتن رفتن | تاریخ اصلی روی آنتن رفتن |
| فصل | قسمت‌ها | قسمت‌ها | اولین بار                | آخرین بار                |
| --- | ------ | ------ | ------------------------ | ------------------------ |
| ۱   | ۱۴     | ۱۴     | ۱۷ دسامبر ۲۰۱۹           | ۷ آوریل ۲۰۲۰             |
| ۲   | ۳۷     | ۳۷     | ۱ سپتامبر ۲۰۲۰           | ۲۵ مه ۲۰۲۱               |